# Uranometra diagonalis
Uranometra diagonalis är en fjärilsart som beskrevs av Felix Bryk 1913. Uranometra diagonalis ingår i släktet Uranometra och familjen sikelvingar. Inga underarter finns listade i Catalogue of Life.